# Israel Oliver Peña
Israel Oliver Peña (nascido em 16 de dezembro de 1987) é um nadador espanhol, campeão paralímpico na Rio 2016 ao vencer a prova dos 100 metros borboleta da classe S11 e medalhista no mundial de atletismo de Glasgow, em 2015.